# 海部駅
海部駅（かいふえき）は、徳島県海部郡海陽町奥浦字一宇谷にある、阿佐海岸鉄道阿佐東線の駅である。

## 歴史
- 1973年（昭和48年）10月1日：四国初の高架駅として[3]、日本国有鉄道牟岐線の駅が開業[2][4]。旅客扱いのみの無人駅で、開業時は終着駅[5]。
- 1987年（昭和62年）4月1日：国鉄分割民営化に伴い、四国旅客鉄道（JR四国）の駅となる[2]。
- 1990年（平成2年）11月21日：当駅発着の特急「うずしお」1往復が運転開始。
- 1992年（平成4年）
  - 3月25日：この日をもって当駅発着の特急列車運転が終了。以後、当駅発着列車は普通列車のみとなり、当駅に乗り入れる特急列車は牟岐以南は普通列車として運転されるようになった。
  - 3月26日：阿佐海岸鉄道阿佐東線が開業[6]。阿佐海岸鉄道仕様の2番線ホームが新設（従来からのホームはJR四国仕様の1番線となる）され接続駅となる。
- 1995年（平成7年）：高架下に海部町（現・海陽町）観光案内所（木造平屋約90平方メートル）開所。
- 2015年（平成27年）12月23日：海陽町観光案内所跡を改装し、交流施設「あまべの杜」（海陽町児童青少年を支援する会運営）を開所[7]。
- 2019年（平成31年）3月16日：ダイヤ改正による徳島 - 阿南間のパターンダイヤ導入に伴い、阿南 - 牟岐 - 当駅間の普通列車が減便され、阿佐海岸鉄道との相互乗り入れが廃止。また、夜の特急「むろと」として直通していた牟岐 - 当駅間の特急形車両（キハ185系）による普通列車としての運転も廃止される。なお、これらに伴う減便対策として、同日から徳島バスの高速バス路線「室戸・生見・阿南大阪線」のうち、阿南駅 - 牟岐 - 海部 - 甲浦間が乗降可能になる[8][9]。
- 2020年（令和2年）
  - 3月14日：ダイヤ改正。牟岐駅から当駅間の特急形車両の普通列車としての運行が再開。ただし朝の牟岐始発の下り当駅行、折り返し上りの当駅発徳島行（牟岐から特急「むろと2号」）となる[10]。
  - 7月18日：ダイヤ改正。牟岐駅から当駅間のDMV関連工事開始により、工事が終わるまでの間、同区間の列車が全て代行バス輸送となり、それに接続する阿佐海岸鉄道の列車の時刻が変更される[11][12]。
  - 11月1日：当駅 - 阿波海南駅間が牟岐線から阿佐海岸鉄道阿佐東線へ編入され、当駅は阿佐海岸鉄道の単独駅になる[13][14][15][16]。当駅 - 甲浦駅間の阿佐海岸鉄道による工事代行バス運行開始前日の11月30日まで、阿波海南方面への代行バスは引き続きJR四国により運行された。なお、阿佐海岸鉄道の阿波海南駅 - 海部駅間の運賃はDMV開業まで無料となる。
  - 12月1日：当駅から甲浦方面のDMV関連工事開始により、甲浦方面も全て代行バス輸送となり、阿波海南駅にてJR四国と阿佐海岸鉄道の代行バスを乗り継ぐ形に変更[13]。阿波海南駅 - 海部駅間の運賃はDMV開業まで引き続き無料[17]。
- 2021年（令和3年）12月25日：DMV運行開始[18][19]。

## 駅構造
相対式ホーム2面1線を有する高架駅。DMV運行に当たり駅構内及び線路配線を改良し、2021年12月25日から運用開始した。高架駅であるが構内踏切が設置されており、上り（阿波海南方面）ホームへはこれを利用して移動する。
トイレはホームへ上がる階段の斜め下の高架下に男女別と身障者用が設置されている。ホームへのスロープ及びエスカレーターやエレベーターの設置はされていない。駅利用者用駐車場がある（普通乗用車5台分）。
元厚生大臣の森下元晴が揮毫した「阿佐海岸鉄道開通記念之碑」が案内所の前、ホームへ上がる階段の付近に建てられている。旧2番のりば側にASA-101形気動車「しおかぜ」が静態保存されている。
| のりば | 路線      | 行先                           |
| ------ | --------- | ------------------------------ |
| 下り   | ■阿佐東線 | 甲浦駅・海の駅東洋町方面       |
| 上り   | ■阿佐東線 | 阿波海南駅・阿波海南文化村方面 |

### DMV乗り入れ前

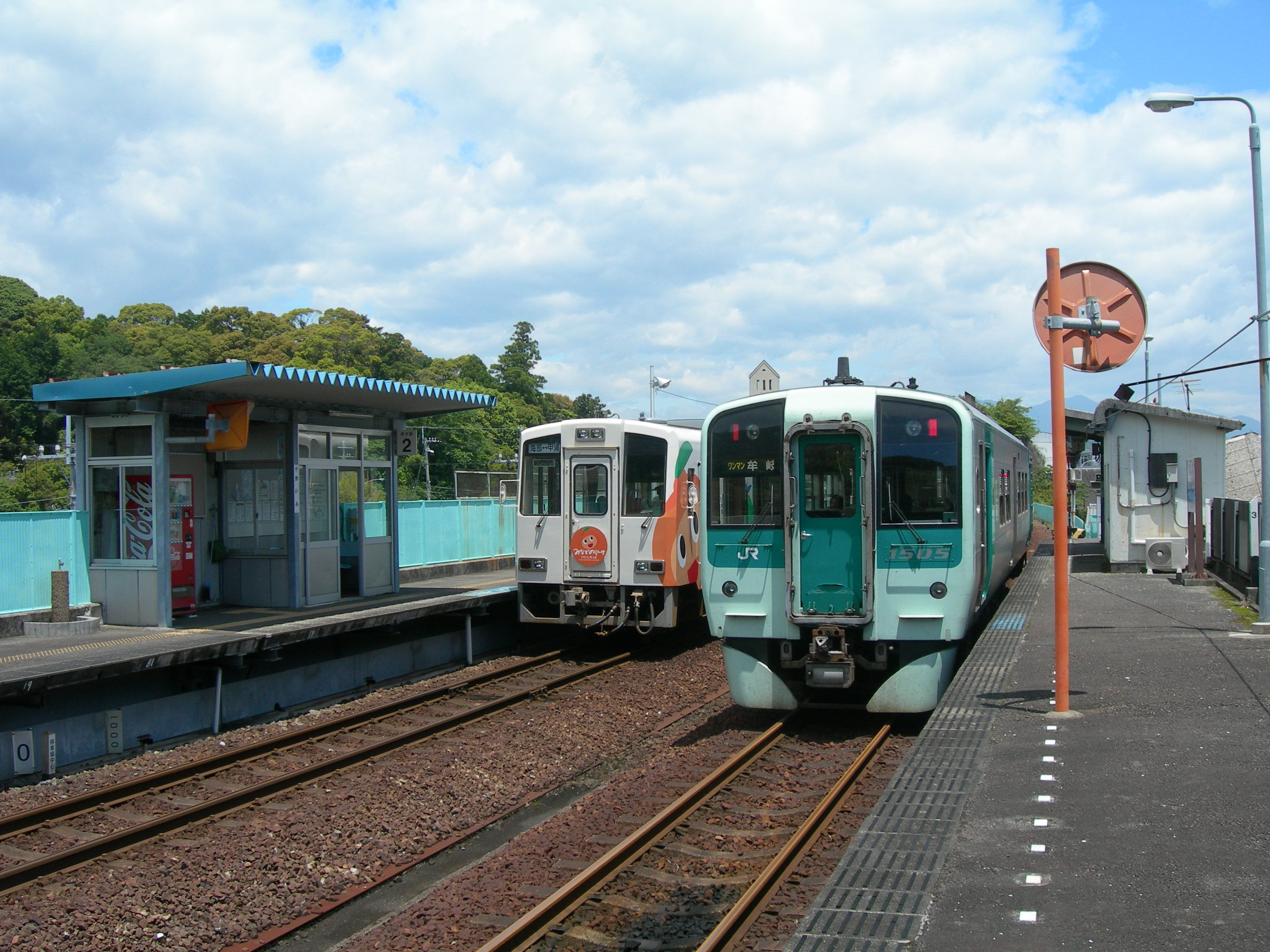
ホーム（共同使用駅時代）

以下は阿波海南方がDMV工事に入る前の2020年7月17日時点での状況である。
相対式ホーム2面2線を有する高架駅。開業当初は単式ホーム1面1線の構造であったが、阿佐東線の開通時にホームが増設された。高架駅であるが、高架上に渡線路（いわゆる構内踏切）が設置されており、2番線ホームへはこれを利用して移動した。かつては2番線ホームに飲み物の自動販売機が設置されていたが、営業休止よりも前に撤去されていた。
営業休止時点では無人駅だったが、かつては高架下の駅舎に海陽町観光案内所（現・交流施設「あまべの杜」）が所在し、簡易委託駅として、乗車券販売を受託していた。改札業務は行っておらず切符の回収と運賃収受は乗務員が行っていた。
普通鉄道車両運行時代の当駅の駅番号は、牟岐線がM28、阿佐東線がAK28であった。
| のりば | 方向 | 行先           | 備考                         |
| ------ | ---- | -------------- | ---------------------------- |
| 1      | 上り | 阿南・徳島方面 |                              |
| 1      | 下り | 甲浦方面       | 牟岐線・阿佐東線直通列車のみ |
| 2      | 上り | 阿南・徳島方面 | 牟岐線・阿佐東線直通列車のみ |
| 2      | 下り | 甲浦方面       |                              |

## 駅周辺

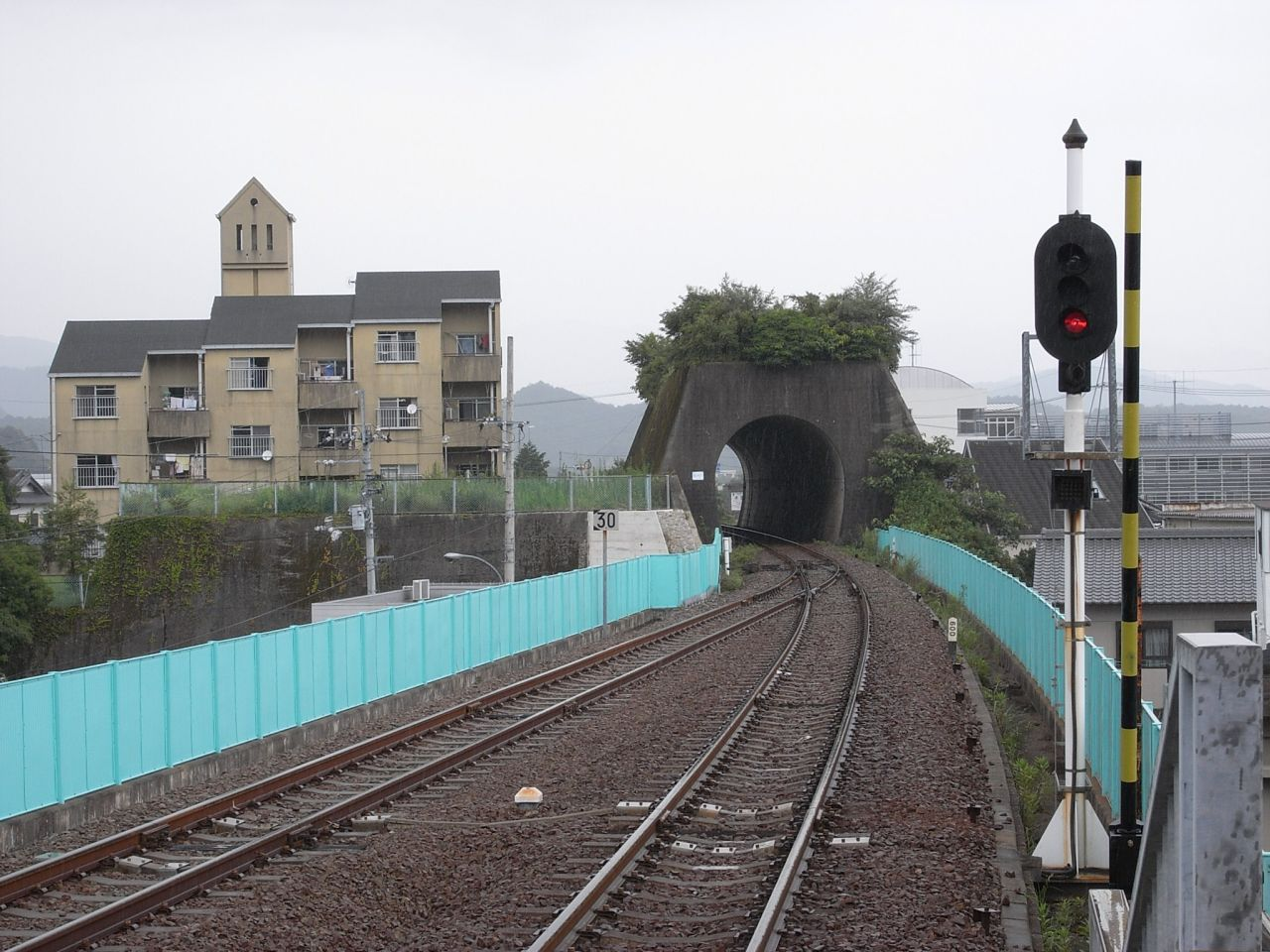
阿波海南駅方面には、構造物のみの町内トンネルが見える

元は海部町（その後合併して海陽町）の玄関口として設けられた。
駅周辺には主に個人経営の店舗が点在し、その東には神社や漁港がある（主に海陽町海部庁舎付近の道を使って移動する）。その神社では毎年11月3日（文化の日）に七五三祭りが例年行事として行われ、その年に来場した子供（もしくは親子連れ）のポラロイド写真が後日、ピアカイフ内にて数日間展示されている。
当駅北側の阿佐東線上にある町内（）トンネルは、当初は山を貫いていたが、宅地開発などによって山が切り崩された結果、構造物のみのトンネルとなり、赤瀬川原平の『超芸術トマソン』に「純粋トンネル」として紹介されたり、テレビ番組（「巨泉のこんなモノいらない!?」、「投稿!特ホウ王国」など）、「Rail Magazine」（ネコ・パブリッシング）連載の「トワイライトゾ〜ン」等でも多数取り上げられ、一躍有名になった。
北隣の阿波海南信号場とは海部川大橋を挟んで1.4 kmと距離が短い（JR時代の阿波海南駅 - 当駅間は1.5 kmであった）。
行政機関
- 海陽町役場海部庁舎

金融機関・郵便局
- 日本郵便海部郵便局
- 徳島大正銀行海部支店

教育機関
- 海陽町立海部小学校
- 海陽町立海部公民館

商業施設
- ピアカイフ（ショッピングセンター）

宿泊施設
- ふれあいの宿 遊遊NASA（駅前からタクシーまたは車で約5分。徒歩だと約15分）
- 民宿かいふ（徳島銀行海部支店横に所在）

その他
- 海部自動車学校（駅前から約1.5km。車で約7分。徒歩だと約15分）
- 中四国クボタ海部営業所

道路
- 国道55号
- 徳島県道197号鞆奥港線
- 徳島県道298号上皆津奥浦線
- 徳島県道299号四方原海部線

## バス路線

### 一般路線
徳島バス南部
- 海部駅前バス停に停車する。
  - 海部高校前・海南病院（一部便のみ）・浅川駅前・鯖瀬・海部病院（一部便のみ）・牟岐方面
  - 宍喰祇園通・宍喰駅前（一部便のみ）・甲浦口・海の駅東洋町方面

海陽町営バス
- 海部駅前バス停に停車する。日曜日や1月1日から3日までは運休。
  - 海部線（上り）奥浦・鞆浦・役場前車庫方面
  - 海部線（下り）海部庁舎前・野江・芝・大井方面

### 高速バス
- 徳島バスの昼行高速バスが、当駅から約300メートルの中四国クボタ海部営業所前に位置する海部バス停に停車する。
  - 室戸・生見・阿南大阪線（上り）海部高校前・浅川・牟岐・日和佐・由岐・橘営業所・阿南駅・高速舞子・ハービスOSAKA・なんば高速バスターミナル方面
  - 室戸・生見・阿南大阪線（下り）宍喰・甲浦・生見方面
  - 室戸・生見・阿南大阪線（下り）宍喰・甲浦・生見・野根・室戸世界ジオパークセンター・岬・室戸方面

※阿南駅 - 甲浦間のみ途中乗降可能。

## その他
- 2003年12月放送の日本テレビ系テレビドラマ『俺たちの旅 30年SP 三十年目の運命』でロケに使われた[22]。

## 隣の駅
阿佐海岸鉄道
■阿佐東線
※括弧内はバスモード停留所および信号場
（阿波海南信号場） - 海部駅 - 宍喰駅